# 1684 Iguassú
1684 Iguassú este un asteroid din centura principală, descoperit pe 23 august 1951, de Miguel Itzigsohn.